# DNMT1
La ADN (citosina-5)-metiltransferasa 1 (DNMT1) es una enzima codificada en humanos por el gen DNMT1. Fue la primera DNMT que se descubrió, tiene una alta afinidad por las secuencias hemimetiladas y juega un papel importante en el mantenimiento de los patrones de metilación durante la replicación del DNA. También se ha visto que puede metilar de novo residuos no modificados. DNMT1 se expresa en todos los tejidos, aunque los niveles más altos de mRNA se encuentran en los testículos.
La metilación CpG es un tipo de modificación epigenética muy importante en el proceso de embriogénesis, impronta e inactivación del cromosoma X. Estudios en ratones han demostrado que la Metilación del ADN es requerida en el desarrollo de los mamíferos. La enzima DNMT1 está implicada en el establecimiento y regulación de patrones de metilación de citosinas específicos de tejido. Patrones de metilación aberrantes han sido asociados con ciertos tumores humanos y el desarrollo de determinadas anomalías.

## Expresión en células germinales
En estudios murinos se ha visto que la expresión de Dnmt1 está muy regulada en la gametogénesis femenina y masculina. En machos, las células germinales primordiales muestran altos niveles de Dnmt1 durante la fase proliferativa hasta 13.5 días post coitum (dpc). Desde 14.5 dpc los niveles descienden y son indetectables a 18.5 dpc. Los niveles de expresión se incrementan postnatalmente cuando la espermatogonia realiza las divisiones mitóticas. La proteína DNMT1 está presente en las etapas tempranas de la meiosis y se depleciona en la paquinema de los espermatocitos.

## Interacciones
La proteína DNMT1 ha demostrado ser capaz de interaccionar con:
- HDAC2[4]
- DMAP1[4]
- PCNA[4][5][6]
- Proteína del retinoblastoma[7]
- DNMT3A[8]
- DNMT3B[9][8]

## Sitios de inicio de transcripcióngen DNMT1
Un estudio de enero 2024, que aún requiere validación experimental, con predicciones de la herramienta de análisis EpiNN (Epigenetic Neural Network), parece haber identificado un posible nuevo sitio de inicio de transcripción (TSS) específico para células inmunitarias en el intrón 28 del gen DNMT1.  Este sitio de inicio de transcripción alternativo podría dar lugar a una isoforma truncada de DNMT1 más pequeña, que resultaría en la pérdida de su capacidad autoinhibitoria, de manera que esa isoforma de DNMT1 se mantendría constantemente activa. Esta actividad podría tener  implicaciones sobre la regulación epigenética de los genes que se encuentren bajo promotores metilados por DNMT1 en células del sistema inmune.
Datos provenientes del proyecto Epigenome Roadmap y del análisis FANTOM5 han mostrado señales moderadas de expresión del TSS en subpoblaciones de linfocitos T, como las células CD8+ y ciertas subclases de células T reguladoras. Además, un análisis de secuencia genómica en esta región identificó elementos promotores clásicos, como una caja TATA y un elemento promotor aguas abajo (DPE), que respaldan su potencial funcional como un nuevo sitio de transcripción.
Además, un análisis comparativo llevado a cabo sugiere que la estructura de la isoforma más corta de DNMT1 guarda similitudes con proteínas homólogas encontradas en bacterias, destacando la posibilidad de que esta isoforma represente una adaptación evolutiva específica. Estudios adicionales, incluyendo western blot y PCR en células inmunitarias humanas, han confirmado la presencia de una banda proteica correspondiente a la isoforma truncada, de aproximadamente 60 kDa, lo que sugiere que esta variante es específica de las células del sistema inmune.

## Relación con el sistema inmune
El gen DNMT1 ha sido tradicionalmente asociado con la regulación epigenética constitutiva en células somáticas, pero estudios recientes han destacado su importancia en el sistema inmunitario. La identificación de la isoforma de 60 kDa presente en células inmunitarias sugiere un papel funcional especial, todavía desconocido, en la regulación epigenética de linfocitos T y otras células inmunitarias, como los monocitos, que no presenta en otros tipos celulares.
Por lo tanto, la isoforma más corta de DNMT1, generada a partir del TSS en el intrón 28, podría desempeñar un papel clave en la regulación de la expresión de genes inmunorrelacionados al perder su capacidad de autoinhibición y llevar a una metilación desregulada de promotores conduciendo a la represión de la expresión de determinados genes. Este mecanismo podría tener un impacto en aspectos clave de las células del sistema inmune, así como en mecanismos implicados en enfermedades autoinmunes.